# Langensee (Neukirch)
Der Langensee ist ein Stillgewässer im Gebiet der baden-württembergischen Gemeinde Neukirch im Bodenseekreis in Deutschland.

## Lage
Der See liegt rund 1,5 Kilometer südlich der Neukircher Ortsmitte, zwischen den Ortsteilen Oberlangensee und Unterlangensee, auf einer Höhe von etwa 541 m ü. NHN. Der Langensee ist Bestandteil des 1973 ausgewiesenen und 1994 erweiterten Naturschutzgebiets Kreuzweiher-Langensee.

## Hydrologie
Wie die in der Nähe liegenden Muttel-, Wielands- und Degersee entstand der Langensee gegen Ende der letzten Eiszeit vor circa 16.000 Jahren als Schmelzwassersee. Die Größe des nierenförmigen Seebeckens beträgt 5,6 Hektar, die Länge etwa 570 Meter, die Breite 100 Meter. Seine maximale Tiefe liegt bei 1,4 Meter. Bei einer mittleren Tiefe von 1,1 Meter ergibt sich ein Seevolumen von 59.000 Kubikmetern. Die Uferlänge beträgt ungefähr 1.300 Meter.
Das Einzugsgebiet des Langensees umfasst rund 67 Hektar; davon sind 30 Prozent Wälder und 70 Prozent für die Landwirtschaft genutzte Flächen. Der Zulauf des Langensees erfolgt über Wiesengräben, der Abfluss über den Kreuzweiher und den Bollenbach in die Argen.

## Ökologie
| Jahr                                                                  | 1993  | 1998*  | 2005** | 2006  | 2012  | 2017  | 2022  |
| Anorganischer Gesamt-Stickstoff (mg/l)                                | 0,90  | 1,80   | 0,46   | 0,90  |       |       |       |
| Gesamt PO4-Phosphor (µg/l)                                            | 45,00 | 110,00 | 70,00  | 73,00 | 59,00 | 36,00 | 46,00 |
| Chlorophyll a (µg/l)                                                  | 16,00 | 43,00  | 58,00  | 36,00 |       |       |       |
| Chlorophyll a-Spitze (µg/l)                                           | 43,00 | 90,00  | 112,00 | 62,00 |       |       |       |
| Sichttiefe (m)                                                        |       | 0,70   | 1,00   | 1,00  |       |       |       |
| Trophiestufe                                                          |       |        |        |       |       |       | e2    |
| * sechs Messungen, ** fünf Messungen, sonst Jahresdurchschnittswerte; |       |        |        |       |       |       |       |

Mit Hilfe des Aktionsprogramms zur Sanierung Oberschwäbischer Seen wurden zwischen 1995 und 2001 Extensivierungsmaßnahmen durchgesetzt, Fördermittel stellte der Bodenseekreis zur Verfügung.

Ab 2010 ist die Gemeinde Neukirch mit dem Kreuzweiher, Langensee, Mahlweiher in Ebersberg und Jägerweiher wieder am Aktionsprogramm zur Sanierung oberschwäbischer Seen beteiligt. Ein wichtiges Ziel dieses Seenprogramms ist, Nährstoffeinträge in Bäche, Seen und Weiher zu verringern und die Gewässer dadurch in ihrem Zustand zu verbessern und zu erhalten.

## Flora und Fauna

### Flora
Die Uferzonen sind flach und mit den für Verlandungszonen typischen Pflanzen bewachsen. Im Wasser wachsen unter anderem die Weiße Seerose (Nymphaea alba), die als typische Vertreterin der Schwimmblattpflanzen gilt, die Gelbe Teichrose (Nuphar lutea) und das Spiegelnde Laichkraut (Potamogeton lucens).

### Fauna
Bis 2000 waren Aal, Barsch, Güster, Hecht, Karausche, Karpfen, Rotauge, Rotfeder, Schleie, Ukelei, Wels und Zander im See vorhanden. Der Langensee ist in Privatbesitz und an die Interessengemeinschaft Langenseefischer verpachtet.